# Supercoupe d'Italie féminine de football 2021
Navigation
Édition précédente Édition suivante
La Supercoupe d'Italie féminine 2021 est la 25e édition de la supercoupe d'Italie féminine de football. Elle rassemble le vainqueur de la coupe d'Italie 2020-2021 ainsi que les trois premiers du championnat d'Italie 2020-2021.
La Juventus conserve son titre en battant l'AC Milan en finale (2-1).

## Format
La compétition se dispute en format à élimination directe, avec deux demi-finales et une finale.
L'AS Roma est qualifiée en tant que vainqueur de la coupe d'Italie et la Juventus en tant que championne d'Italie. L'AC Milan est pour sa part qualifiée comme vice-champion et finaliste de la coupe, la quatrième place revient donc à l'US Sassuolo, troisième du dernier championnat.

## Résultats

### Demi-finales
| Demi-finale 1                 | AS Roma     | 1 – 2   | AC Milan                     | Stade Domenico-Francioni, Latina |                              |
| Mercredi 5 janvier 2022 14:30 | Cicotti 73e | (0 – 2) | 32e Thomas · 36e Bergamaschi | Arbitrage : Michele Giordano     | Arbitrage : Michele Giordano |

| Demi-finale 2                 | Juventus          | 1 – 1   | US Sassuolo  | Stade Benito-Stirpe, Frosinone |                                |
| Mercredi 5 janvier 2022 17:30 | Nildén 10e        | (1 – 1) | 11e Clelland | Arbitrage : Francesco Carrione | Arbitrage : Francesco Carrione |
| Mercredi 5 janvier 2022 17:30 | Tirs au but 5 – 4 |         |              | Arbitrage : Francesco Carrione | Arbitrage : Francesco Carrione |

### Finale
| Finale                      | Juventus                            | 2 – 1                          | AC Milan       | Stade Benito-Stirpe, Frosinone |  |
| Samedi 8 janvier 2022 14:30 | Bergamaschi 50e (csc) · Girelli 88e | (0 – 1)                        | 45+1e Grimshaw |                                |  |
| Samedi 8 janvier 2022 14:30 |                                     | 38e, 54e Codina · 76e Giuliani |                |                                |  |